# 迈克尔·D·勒莫尼克
迈克尔·D·勒莫尼克（英語：Michael D. Lemonick，1953年10月13日—）是一位美国科学记者和科普作家，是《科学美国人》杂志的意见编辑，也为《发现》等杂志撰稿，作品有《发现天王星——开创现代天文学的赫歇尔兄妹》（The Georgian Star: How William and Caroline Herschel Revolutionized Our Understanding of the Cosmos）等。